# Balboa (Metro de Los Ángeles)
Balboa es una estación de autobuses de tránsito rápido en la línea G del Metro de Los Ángeles y es administrada por la Autoridad de Transporte Metropolitano del Condado de Los Ángeles. Se encuentra localizada en Van Nuys, en el Valle de San Fernando, en Balboa Blvd. El estación es cerca de Escuela Preparatoria Birmingham Charter.

## Conexiones de autobús
- Metro Local: 164, 235, 236[3]
- LADOT Commuter Express: 573,[4] 574[5]